# エストニア海軍艦艇一覧
エストニア海軍艦艇一覧は、エストニア共和国海軍が過去保有した、または現在保有する、または将来保有する予定の、未完成・計画中止を含めた歴代艦艇一覧である。
凡例

## 現有勢力（2024年現在）
- 国防予算：8億3,000万ドル[1]
- 海軍人員：404名[1]
- 艦船隻数：10隻（排水量20t以上）[1]

哨戒艇×6
掃海艇×3
機雷敷設艇×1

## 艦艇一覧（近代海軍以前）

### 砲艦
- （Ristna）[2] - ??年、??門
- （Suurop）[3] - ??年、??門
- （Harjumaa）[4] - ??年、1872門

## 艦艇一覧（近代海軍）

### 水上戦闘艦

#### 駆逐艦
駆逐艦
- 旧・露『ガヴリイール』級 - 1隻

ヴァンボラ（Wambola）
- 旧・露『イズャスラフ』級 - 1隻

レンヌク（Lennuk）

### 潜水艦

#### 通常動力型潜水艦
潜水艦
- A60[7] - 1隻

- カレフ級
  - カレフ（Kalev）、レンビト（Lembit）

### 機雷戦艦艇

#### 敷設艦艇
機雷敷設艦
- Kalew級 - 2隻

（Kalew）、（Olew）、

#### 掃海艦艇
掃海艦・航洋掃海艇
- （Alice） - 1隻
- （Edith） - 1隻
- （Kaethe） - 1隻
- （Una） - 1隻

### 哨戒艦艇

#### 哨戒・警備艦艇
砲艦
- レンビト（Lembit）[10] - 1隻
- （Laine） - 1隻[11]
- （Taara） - 1隻 ※ 湖用
- （Tartu） - 1隻 ※ 湖用
- （Uku） - 1隻 ※ 湖用
- （Wanemuine） - 1隻[12] ※ 湖用
- （Ahti） - 1隻 ※ 湖用
- （Meeme） - 1隻[13] ※ 湖用
- （Mardus） - 1隻 ※ 河用

水雷艇
- （Sulev）[14] - 1隻

### 補助艦艇

#### 補給艦艇
輸送船・運送船
- （Kalewi Poeg）[15] - 1隻
- （Kajak）[16] - 1隻

#### その他
砕氷艦
- （Jaan Poska） - 1隻

- （Jüni Vilms） - 1隻

- （Gerkules）[17] - 1隻

- （Suur Tõll）[18] - 1隻